# Lela Ivey
Lela Ivey (New York, 26 giugno 1958) è un'attrice statunitense.

## Biografia
Lela Ivey si è laureata all'Accademia americana di arti drammatiche di New York.
Lavora come attrice nel cinema, nella televisione e nel teatro, vivendo a New York e a Los Angeles.
I suoi ruoli teatrali più noti sono The Waiting Room al Mark Taper Forum per il quale ha ricevuto una nomination ai Los Angeles Ovation Award e The Marriage of Bette and Boo al Los Angeles Theatre Center per il quale ha ricevuto una nomination ai Los Angeles Drama-Logue Award. È membro della Screen Actors Guild (SAG).
Lela Ivey è anche membro della facoltà al Lansing Community College a Lansing nel Michigan e del dipartimento teatrale all'Università statale del Michigan.
Ha acquisito notorietà interpretando il ruolo di Patricia Petterson nel film Fantasmi da prima pagina, oltre ad aver recitato in numerose serie televisive statunitensi.

## Filmografia parziale

### Cinema
- Maria's Lovers (1984)
- La rosa purpurea del Cairo (The Purple Rose of Cairo) (1985)
- Heartburn - Affari di cuore (Heartburn) (1986)
- Big (Big) (1988)
- Ladykillers (Ladykillers) (1988)
- Capital News (Capital News) (1990)
- La famiglia Addams (The Addams Family) (1991)
- Non voglio più baci (I Don't Buy Kisses Anymore) (1992)
- Mr. Jones (Mr. Jones) (1993)
- Sodbusters (Sodbusters) (1994)
- S.F.W. - So Fucking What (S.F.W.) (1994)
- Mr. Bean - L'ultima catastrofe (Bean) (1997)
- Fantasmi da prima pagina (Tower of Terror) (1997)
- Pleasantville (Pleasantville) (1998)

### Televisione
- Ai confini della notte (The Edge of Night) – serie TV (1983-1984)
- Un giustiziere a New York (The Equalizer) – serie TV (1987)
- Il cane di papà (Empty Nest) – serie TV (1988)
- Bravo Dick (Newhart) – serie TV (1988-1989)
- In viaggio nel tempo (Quantum Leap) – serie TV (1989-1991)
- Knight & Daye – serie TV (1989)
- Capital News – serie TV (1990)
- ALF – serie TV (1990)
- Murphy Brown – serie TV (1990)
- Una famiglia come le altre (Life Goes On) – serie TV (1990)
- Cuori senza età (The Golden Girls) – serie TV (1990)
- Married People – serie TV (1990)
- La signora in giallo (Murder, She Wrote) – serie TV, episodi 6x14-10x02 (1990-1993)
- Mio zio Buck (Uncle Buck) – serie TV (1991)
- She-Wolf of London – serie TV (1991)
- Homefront – serie TV (1992-1993)
- Home Free – serie TV (1993)
- Indagini pericolose (Bodies of Evidence) – serie TV (1993)
- Avvocati a Los Angeles (L.A. Law) – serie TV (1994)
- University Hospital – serie TV (1995)
- JAG - Avvocati in divisa (JAG) – serie TV (1997)
- The Jamie Foxx Show – serie TV (1997)
- Cinque in famiglia (Party of Five) – serie TV (1997-1998)